# Васильева, Ульяна Юрьевна
Улья́на Ю́рьевна Васи́льева (род. 31 июля 1995, Сланцы, Ленинградская область) — российская кёрлингистка, мастер спорта России международного класса, чемпионка Европы 2016.
Участница турнира женских команд на зимних Олимпийских играх 2018 (9 место; в составе команды «Олимпийские спортсмены из России, ОСР»).

## Биография
Кёрлингом Ульяна Васильева начала заниматься в Санкт-Петербурге в Училище олимпийского резерва № 2. В 2012 году в паре с Петром Дроном стала серебряным призёром чемпионата России в дисциплине «дабл-микст».
В 2014—2016 выступала за молодёжную сборную России на чемпионатах мира и в 2014 в её составе выиграла бронзовую медаль.
Во внутрироссийских соревнованиях Васильева играет за команды клуба «Адамант» (Санкт-Петербург) на позиции вице-скипа. В 2015 году стала серебряным призёром чемпионата России, в котором «Адамант»-1 лишь в финале со счётом 4:7 уступил команде Москвы-1, за которую в полном составе выступали игроки сборной России. В 2016 санкт-петербургская команда выиграла бронзовые награды российского первенства, а в 2017 — вновь «серебро».
В ноябре 2016 года Ульяна Васильева дебютировала в национальной сборной России на чемпионате Европы в шотландском Ренфрушире. Турнир закончился победой российской сборной, в составе которой Васильева, играя на позиции вице-скипа, впервые стала чемпионкой Европы.

## Достижения

### Со сборными
- чемпионка Европы 2016.
- Серебряный призёр зимней Универсиады 2017.
- Бронзовый призёр зимней Универсиады 2019.
- Бронзовый призёр чемпионата мира среди молодёжных команд 2014.
- Победитель розыгрыша Суперкубка России 2016 в составе команды В. Моисеевой[2].

### Клубные
- Чемпион России — 2019;
  - двукратный серебряный призёр чемпионатов России — 2015, 2017;
  - бронзовый призёр чемпионата России — 2016.
- двукратный обладатель Кубка России среди женщин — 2013, 2023.
- серебряный призёр чемпионата России среди смешанных пар — 2012 (с Петром Дроном).
- обладатель Кубка России среди смешанных команд 2018.

## Команды
| Год  | Турнир                                                           | Команда                         | Игроки                                                                                                   | Тренер                         |
| ---- | ---------------------------------------------------------------- | ------------------------------- | --- | ------------------------------ |
| 2010 | Кубок России по кёрлингу среди женщин 2010 (11 место)            | «Лесгафтовец» (Санкт-Петербург) | Алина Ковалёва, Ульяна Васильева, Елена Ефимова, Юлия Задорожная, Юлия Волоскова                         |                                |
| 2011 | Чемпионат России (9 место)                                       | «Адамант»-2 (Санкт-Петербург)   | Алина Ковалёва, Юлия Задорожная, Ульяна Васильева, Елена Ефимова                                         |                                |
| 2011 | Кубок России по кёрлингу среди женщин 2011 (5 место)             | «Адамант-2» (Санкт-Петербург)   | Алина Ковалёва, Ульяна Васильева, Елена Ефимова, Юлия Задорожная                                         |                                |
| 2012 | Чемпионат России (6 место)                                       | «Адамант»-2 (Санкт-Петербург)   | А.Ковалёва, У.Васильева, Е.Ефимова, Ю.Задорожная, М.Рустамова                                            | А.Целоусов                     |
| 2013 | Чемпионат России (7 место)                                       | «Адамант»-2 (Санкт-Петербург)   | А.Ковалёва, Е.Ефимова, У.Васильева, О.Богданова, М.Комарова                                              | А.Целоусов                     |
| 2013 | Кубок России по кёрлингу среди женщин 2013                       | «Адамант-2» (Санкт-Петербург)   | Алина Ковалёва, Елена Ефимова, Ульяна Васильева, Мария Комарова, запасной: Оксана Богданова              |                                |
| 2014 | Чемпионат мира среди молодёжных команд                           | молодёжная сборная России       | А.Ковалёва, Ю.Портунова, У.Васильева, А.Брызгалова, А.Москалёва                                          | А.Краупп                       |
| 2014 | Чемпионат России                                                 | «Адамант»-2 (Санкт-Петербург)   | А.Ковалёва, Е.Ефимова, У.Васильева, О.Богданова, М.Комарова                                              | А.Целоусов                     |
| 2015 | Чемпионат мира среди молодёжных команд (7 место)                 | молодёжная сборная России       | Е. Дёмкина, У. Васильева, А. Москалёва, Е. Кузьмина, М. Бакшеева                                         | И. Колесникова                 |
| 2015 | Чемпионат России                                                 | «Адамант»-1 (Санкт-Петербург)   | А.Ковалёва, У.Васильева, Е.Ефимова, О.Богданова, М.Комарова                                              | А.Целоусов                     |
| 2015 | Чемпионат мира среди смешанных команд (4 место)                  | смешанная сборная России        | У.Васильева, А.Целоусов, Е.Кузьмина, Е. Климов                                                           | И. Минин                       |
| 2016 | Чемпионат мира среди молодёжных команд (7 место)                 | молодёжная сборная России       | Е.Дёмкина, У.Васильева, М. Бакшеева, М.Комарова, Е.Кузьмина                                              | И. Колесникова                 |
| 2016 | Чемпионат России                                                 | «Адамант»-1 (Санкт-Петербург)   | А.Ковалёва, У.Васильева, Е.Кузьмина, М.Комарова, О.Богданова                                             | А. Целоусов                    |
| 2016 | Суперкубок России                                                | Команда В.Моисеевой             | В.Моисеева, У.Васильева, Г.Арсенькина, Ю.Гузиёва, Ю.Портунова                                            | С. Беланов                     |
| 2016 | Чемпионат Европы                                                 | Сборная России                  | В.Моисеева, У.Васильева, Г.Арсенькина, Ю.Гузиёва, Ю.Портунова                                            | С. Беланов                     |
| 2017 | Арктический кубок по кёрлингу 2017                               | Команда В. Моисеевой            | В. Моисеева, У. Васильева, Г. Арсенькина, Ю. Гузиёва, Ю. Портунова                                       | С. Беланов                     |
| 2017 | Кубок России по кёрлингу среди женщин 2017 (4 место)             | «Адамант 1 — Санкт-Петербург»   | Ульяна Васильева, Ирина Низовцева, Вера Тюлякова, Екатерина Кузьмина, запасная: Оксана Богданова         |                                |
| 2018 | Зимние Олимпийские игры 2018 (9 место)                           | Сборная России                  | В. Моисеева, У. Васильева, Г. Арсенькина, Ю. Гузиёва, Ю. Портунова                                       | С. Беланов                     |
| 2018 | Кубок России по кёрлингу среди смешанных команд 2018             | «Санкт-Петербург 2»             | Алина Ковалёва (скип), Алексей Тимофеев, Ульяна Васильева, Евгений Климов                                |                                |
| 2018 | Чемпионат Европы (4 место)                                       | Сборная России                  | Алина Ковалёва, Анастасия Брызгалова, Галина Арсенькина, Екатерина Кузьмина, Ульяна Васильева            | Игорь Минин, Ирина Колесникова |
| 2018 | Кубок России по кёрлингу среди смешанных пар 2018 (13 место)     | «Санкт-Петербург 5»             | Ульяна Васильева, Никита Игнатков                                                                        |                                |
| 2018 | Кубок России по кёрлингу среди женщин 2018                       | «Адамант — Санкт-Петербург 1»   | Алина Ковалёва, Анастасия Брызгалова, Ульяна Васильева, Екатерина Кузьмина, запасная: Анастасия Даньшина |                                |
| 2019 | Чемпионат мира (5 место)                                         | Сборная России                  | Алина Ковалёва, Анастасия Брызгалова, Галина Арсенькина, Екатерина Кузьмина, Ульяна Васильева            | Игорь Минин, Ирина Колесникова |
| 2019 | Чемпионат России                                                 | «Адамант Санкт-Петербург 1»     | Алина Ковалёва, Анастасия Брызгалова, Анастасия Даньшина, Екатерина Кузьмина, Ульяна Васильева           |                                |
| 2023 | Кубок России по кёрлингу среди женщин 2023                       | «Санкт-Петербург 1»             | Алина Ковалёва, Мария Комарова, Ульяна Васильева, Екатерина Кузьмина, запасная: Анастасия Брызгалова     | А. К. Брызгалова               |
| 2024 | Чемпионат России по кёрлингу среди смешанных пар 2024 (20 место) | «УОР 2 (Санкт-Петербург)»       | Ульяна Васильева, Евгений Климов                                                                         | А. К. Брызгалова               |
| 2024 | Чемпионат России (7 место)                                       | «Санкт-Петербург 1»             | Алина Ковалёва, Мария Комарова, Ульяна Васильева, Екатерина Кузьмина, запасная: Анастасия Брызгалова     | А. К. Брызгалова               |
| 2024 | Кубок России по кёрлингу среди женщин 2024 (8 место)             | «УОР №2 (Санкт-Петербург)»      | Ирина Низовцева (скип), Анастасия Брызгалова, Екатерина Кузьмина, Ольга Киба, запасной: Ульяна Васильева | А. К. Брызгалова               |